# میسی (ایندینا)
مِـیسی (انگلیسی: Macy) شهرکی در ناحیه الین، شهرستان میامی در ایالت ایندیانا ایالات متحده آمریکا است. این شهر مطابق سرشماری ۲۰۲۰ ایالات متحده آمریکا ۱۹۹ نفر جمعیت داشت.